# Erlenbach (Szwajcaria)
Erlenbach, Erlenbach am Zürichsee (gzu. Eerlibach) – miejscowość i gmina (Politische Gemeinde) w północnej Szwajcarii, w kantonie Zurych, w okręgu (Bezirk) Meilen. Leży nad Jeziorem Zuryskim.

## Demografia
W Erlenbachu mieszka 5678 osób. W 2021 roku 24,8% populacji gminy stanowiły osoby urodzone poza Szwajcarią.

## Współpraca
Miejscowości partnerskie:
- Erlenbach am Main, Niemcy
- Erlenbach im Simmental, Berno
- Safiental, Gryzonia

## Transport
Przez teren gminy przebiega droga główna nr 17.